# Spoorlijn Nové Zámky – Komárom

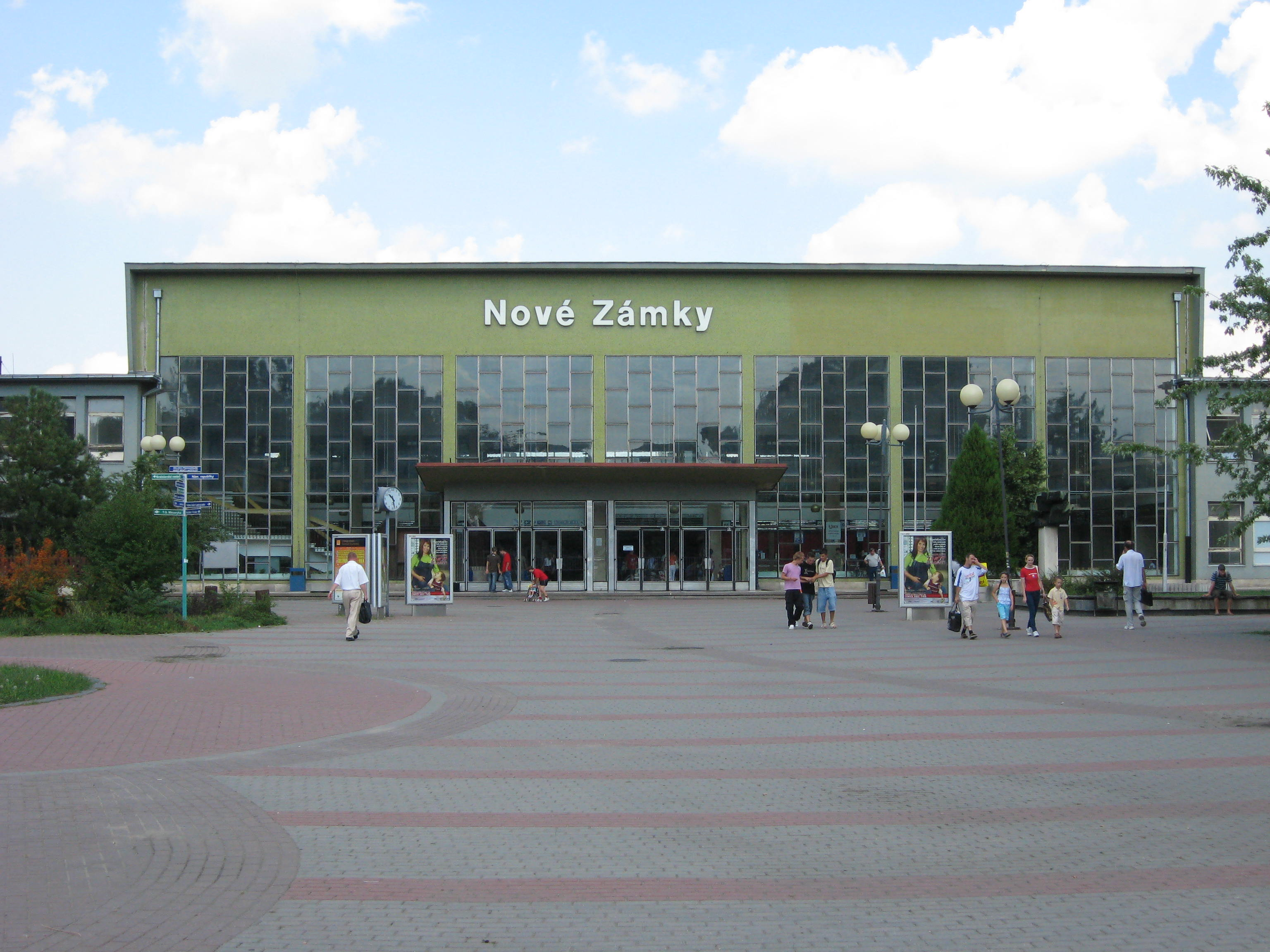
Station Nové Zámky.

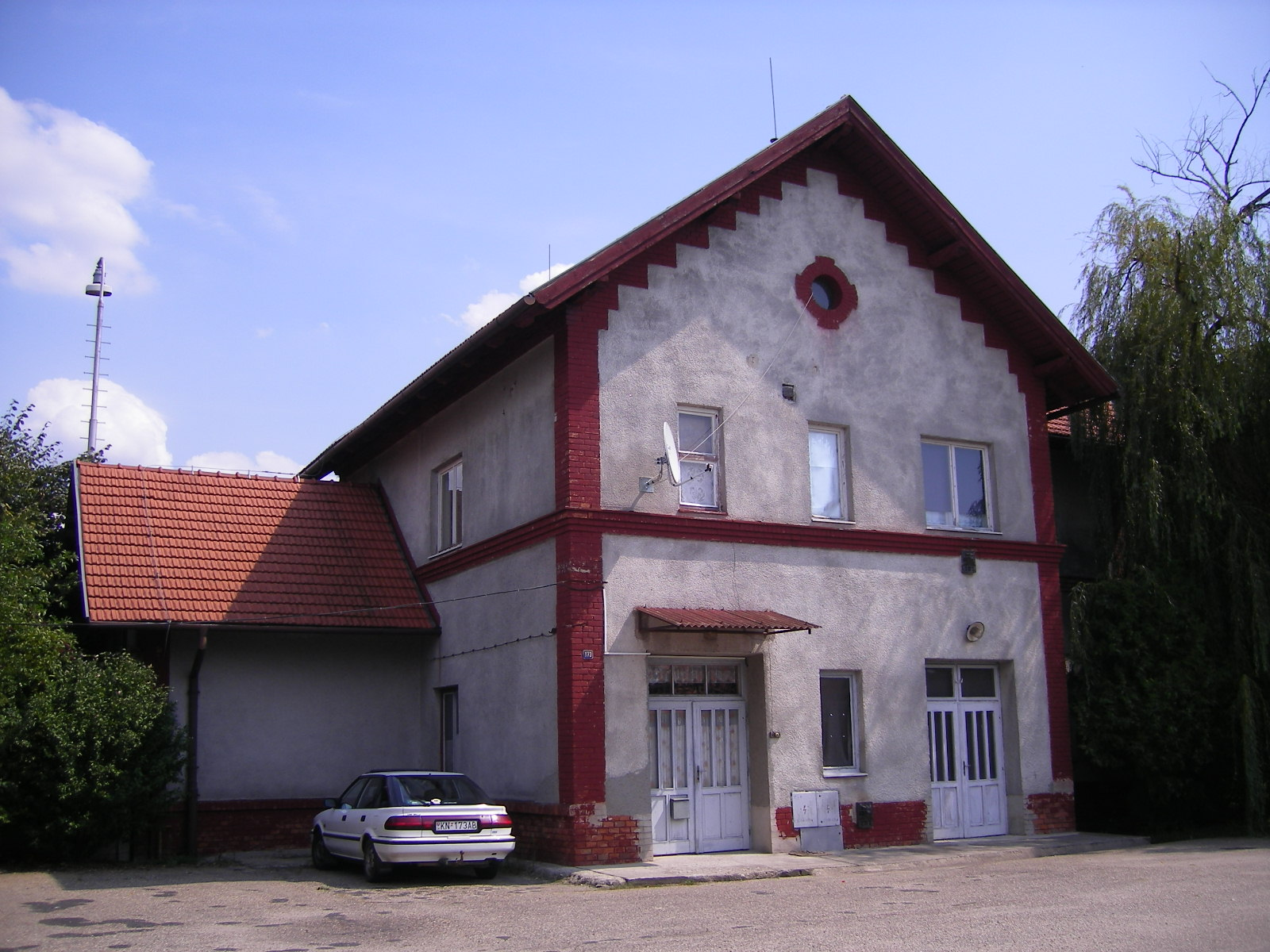
Station Bajč.

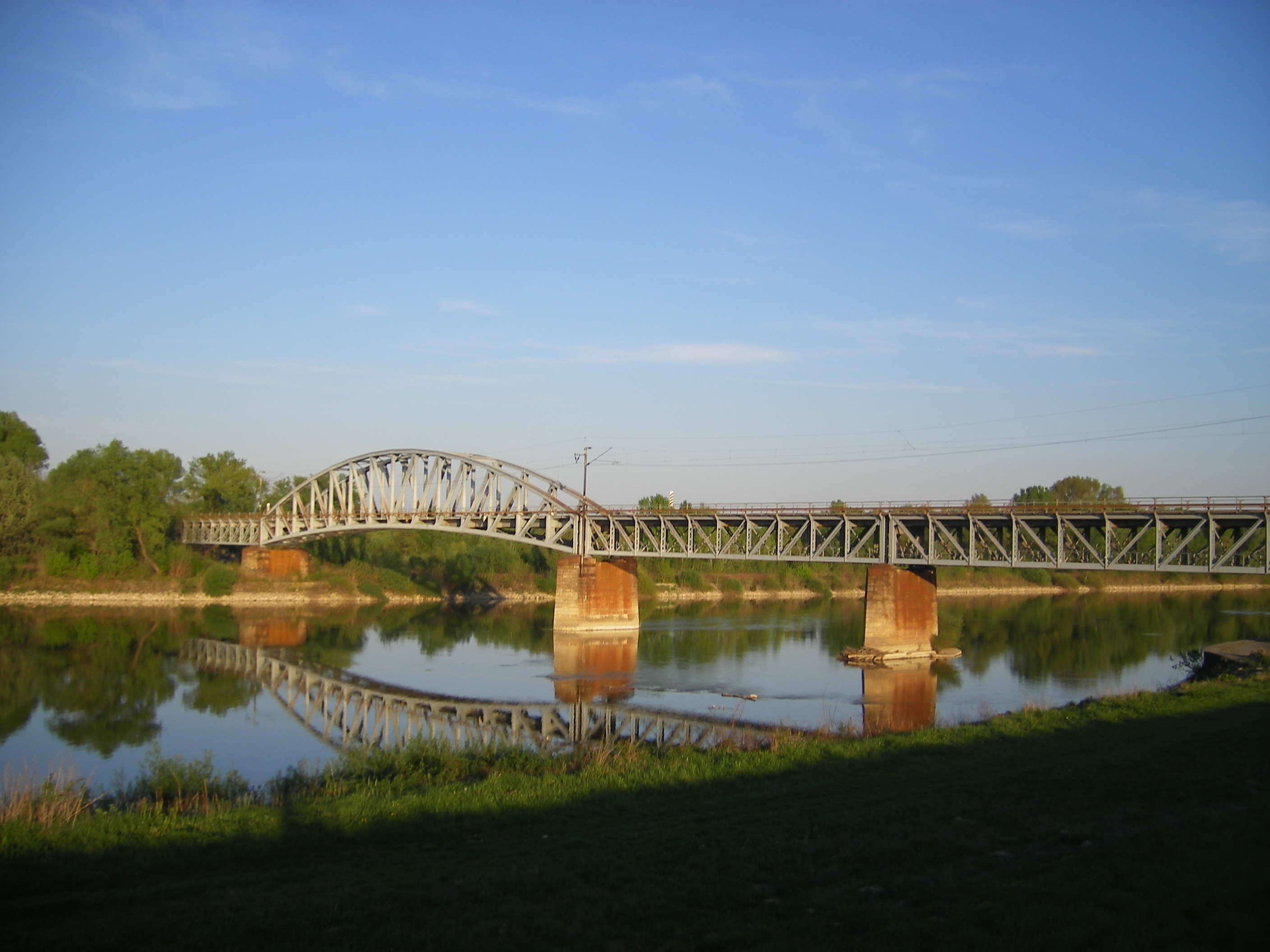
Brug over de Váh.

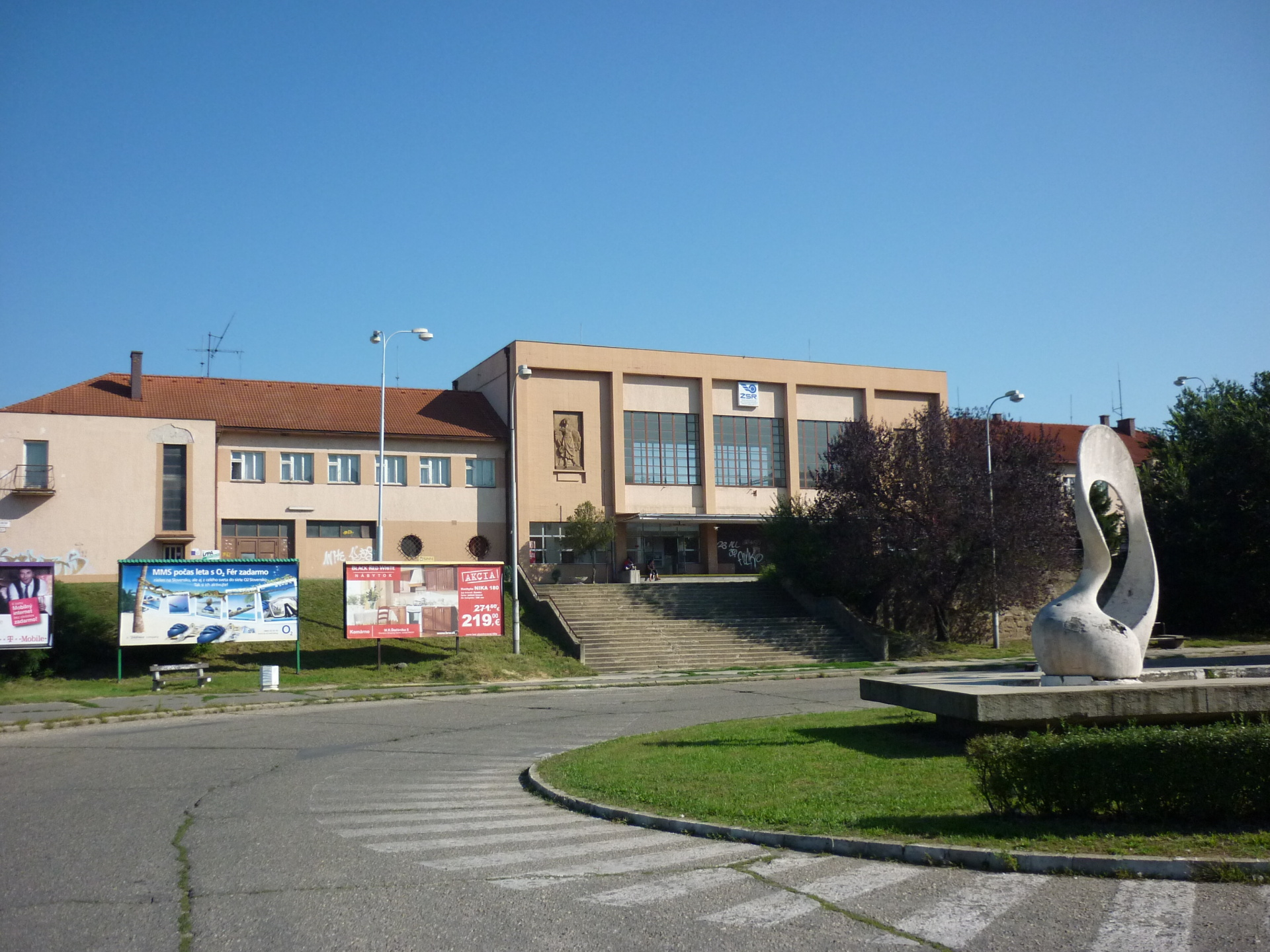
Station Komárno (Slowakije).

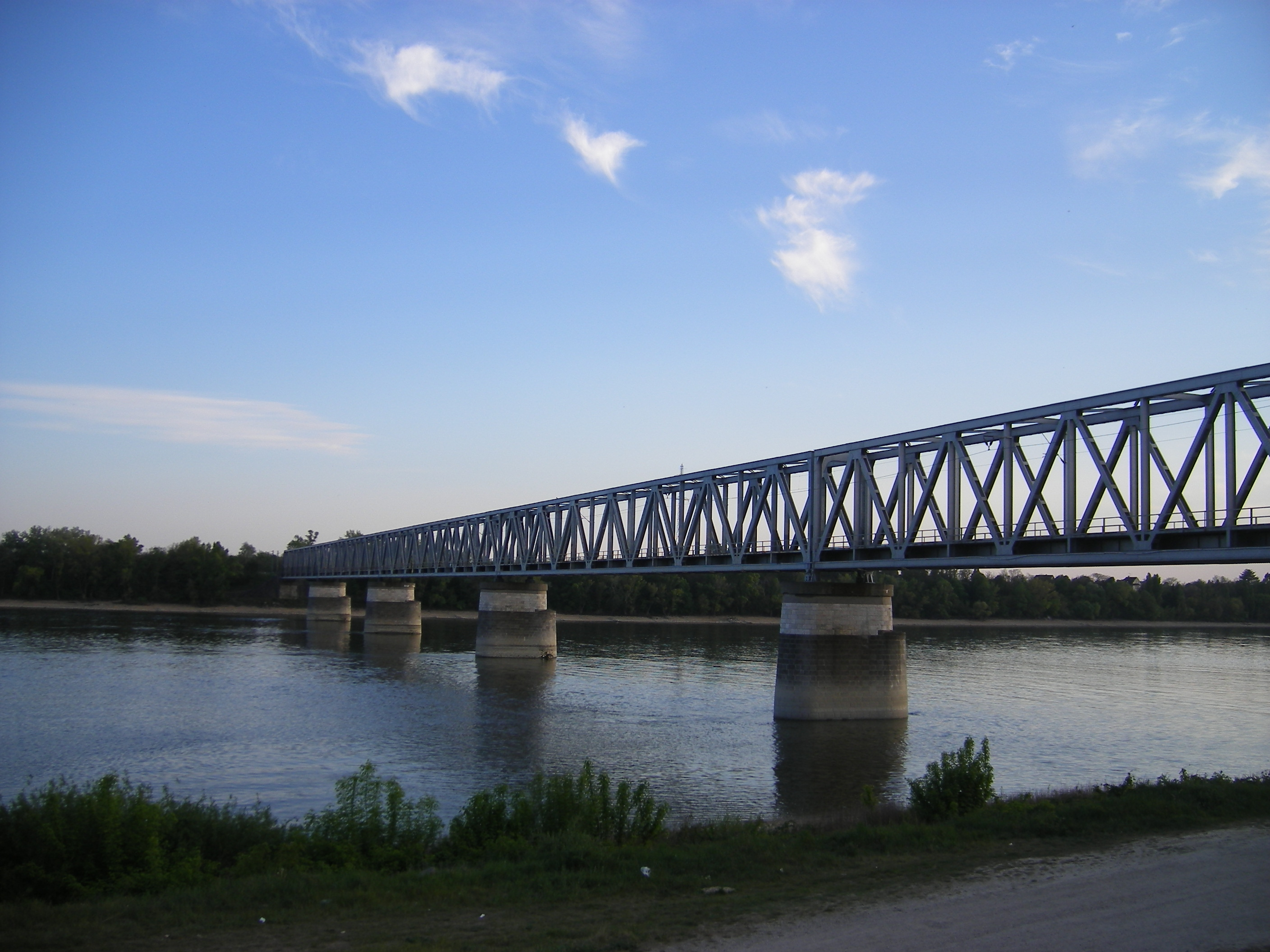
Spoorwegbrug over de Donau.

De spoorlijn Nové Zámky – Komárom (Hongarije) (spoorlijn nummer 135) is een enkelsporige hoofdlijn in Slowakije. Ze begint in het zuidwesten van het land, in het spoorwegknooppunt Nové Zámky. Vervolgens leidt ze in zuidelijke richting naar de Hongaarse grens. Na een parcours door het vlakke laagland van de Donau kruist ze vooreerst de rivier de Váh via de Váhbrug. Daarna bereikt ze het Slowaakse grensstation Komárno en dan steekt ze via de Donaubrug de Donau over. Laatstgenoemde rivier is ter plaatse de natuurlijke grens tussen Slowakije en Hongarije.
Lijn 135 eindigt in het Hongaarse grensstadje Komárom. 

## Geschiedenis
Als belangrijke havenstad aan de Donau werd Komárno (Slowakije) op 17 november 1896 via spoorlijn 131 met Bratislava verbonden.
In die tijd vereiste de ontwikkeling van de verkeersroutes de aanleg van een bijkomende lokale lijn: Komárom  (Hongarije) – Komárno (Slowakije) – Nové Zámky (lijn 135). 
Op 10 mei 1910 werd de totaliteit van spoorlijn 135 tot Komárom in gebruik genomen. Ter dezer gelegenheid werd in Komárno (Slowakije) vooraf het stationsgebouw 150 meter in oostelijke richting verplaatst, teineinde de treinsporen te kunnen verlengen. Het station Komárno was aanvankelijk een kopstation (een eindstation met doodlopende sporen). 
Op 28 december 1954 werd het traject tussen de Donaubrug en het station in Komárno gedeeltelijk verlegd. 
In de jaren 1960 / 1970 werd lijn 135 geëlektrificeerd. De voltooiing van dit werk geschiedde als volgt: 
- Komárno - Nové Zámky: 	31 januari 1969,
- Komárno - Komárom: 	24 mei 1972.

## Treindienst
Anno 2023 wordt lijn 135 gebruikt door goederentreinen en voorstadstreinen (reizigerstreinen).
Het grenstraject tussen Komárno (Slowakije) en Komárom (Hongarije) wordt sedert 12 december 2004 alleen benut voor goederenverkeer.

## Stations, stopplaatsen en kunstwerken
De lijn bedient de volgende stations (s) en haltes:
- Nové Zámky (s)
  - knooppunt met de lijnen:
    - 130 (Bratislava – Štúrovo),
    - 140 (Nové Zámky – Prievidza),
    - 150 (Nové Zámky – Zvolen)
    - 151 (Nové Zámky – Zlaté Moravce)
- Bajč
- Hurbanovo
- Chotín (s)
  - Váhbrug
- Komárno (s) (Slowaaks grensstation) (ZSSK)
  - rangeerstation (vorming en ontbinding van goederentreinen tot 2009)
  - knooppunt met lijn 131 (Bratislava – Komárno)
  - Donaubrug: grensovergang Slowakije / Hongarije
- Komárom (s) (Hongaars grensstation) (MÁV)